# Ark
Ark es una herramienta de archivado para el entorno de escritorio KDE, incluida en KDE Applications.

## Características
- Ark no reconoce ningún formato de archivo, sino que actúa como interfaz a archivadores de línea de órdenes. Puede trabajar con bastantes motores, incluyendo 7z, tar, rar, zip, gzip, bzip2, lha, zoo, y ar.
- Ark se puede integrar en Konqueror, un gestor de ficheros de KDE, por medio de la tecnología de KParts, si está instalado el complemento adecuado del paquete kdeaddons. Tras instalarlo, se pueden añadir o extraer ficheros del archivo usando los menús contextuales de Konqueror.
- Admite la edición de ficheros del archivo con programas externos. También se pueden borrar ficheros del archivo.
- Creación de archivos con arrastrar y soltar.